# Bobby Bloom
Bobby (Robert) Bloom, (New York, 15 januari 1946 - Hollywood, 28 februari 1974) was een Amerikaanse zanger en songwriter.

## Carrière
Bobby Bloom was lid van de doowopgroep The Imaginations. Hij kreeg een grote mogelijkheid in 1969 toen hij een contract kreeg aangeboden om een jingle voor Pepsi te schrijven en op te nemen, ter vereffening van de weg voor zijn latere succes met Montego Bay. Hij speelde ook een rol als songwriter voor de Kama Sutra/Buddah-labels met Mony Mony voor Tommy James & the Shondells en samen met Jeff Barry Sunshine voor The Archies.
Bloom werkte als geluidstechnicus voor muzikanten als Louis Jordan en Shuggie Otis. Vaak nam hij demo's op van zijn songs in de opnamestudio van MAP City Records, die eigendom was van zijn vrienden Peter Anders en Vincent 'Vini' Poncia jr., met hoofdtechnicus Peter H. Rosen aan de knoppen. Vroegere soloprojecten waren Love Don't Let Me Down en Count On Me.
De opnamen die volgden op zijn hit Montego Bay (1970), waaronder Heavy Makes You Happy (dat in 1971 een hit werd voor The Staple Singers), Where We Are Going en het Bobby Bloom-album, gebruikten alle dezelfde combinatie van popmuziek, calypso en rock.

## Overlijden
Na een depressieve lijdensweg (met eindbestemming zijn levenseinde) overleed Bloom op 28 februari 1974 na een ongelukkig schietincident tijdens het schoonmaken van zijn geweer in zijn huis in Hollywood op 28-jarige leeftijd. 

## Discografie

### Singles
- 1970: Montego Bay
- 1970: Heavy Makes You Happy
- 1971: Where Are We Going

### Albums
- 1970: The Bobby Bloom Album (L&R Records)
- 1971: Where Are We Going (Buddah)

- Biblioteca Nacional de España: XX859581
- Bibliothèque nationale de France: cb141567578 (data)
- International Standard Name Identifier: 0000 0000 6304 5477
- Library of Congress Control Number: n94118794
- MusicBrainz: 13d8844a-8a6b-4b6a-9ef1-14237d327c9b
- Nationale Bibliotheek van Tsjechië: xx0158673
- Istituto Centrale per il Catalogo Unico: DDSV220950
- Virtual International Authority File: 87702140
- WorldCat: E39PBJxcRgmJMkDr4GKbWck7HC